# ヘディング・フォー・トゥモロウ
ヘディング・フォー・トゥモロウ(Heading for Tomorrow)は、ガンマ・レイのデビュー・アルバム。

## 収録曲
「ルック・アット・ユアセルフ」以外は作詞・作曲:カイ・ハンセン
1. ウェルカム Welcome – 0:57
2. ラスト・フォー・ライフ Lust for Life – 5:17
3. ヘヴン・キャン・ウエイト Heaven Can Wait – 4:26
4. スペース・イーター Space Eater – 4:32
5. マネー Money – 3:37
6. サイレンス The Silence – 6:22
7. ホールド・ユア・グラウンド Hold Your Ground – 4:48
8. フリー・タイム Free Time – 4:53
9. ヘディング・フォー・トゥモロウ Heading for Tomorrow – 14:30
10. ルック・アット・ユアセルフ Look at Yourself – 4:43
ユーライア・ヒープのカバー。
11. ミスター・アウトロウ Mr. Outlaw – 4:10
日本盤と2002年盤のボーナス・トラック。
12. ザ・ロンサム・ストレンジャー Lonesome Stranger – 4:58
2002年盤のボーナス・トラック。
13. セイル・オン Sail On – 4:24
2002年盤のボーナス・トラック。